# 気球にのって
「気球にのって」（ききゅうにのって）は、1977年8月-9月、NHKの『みんなのうた』で放送された曲。作詞：仲倉重郎、作曲：大山高輝、編曲：中村勝彦、歌：東京放送児童合唱団。